# Son of Cheep Thrills
Son of Cheep Thrills je kompilační album Franka Zappy, které obsahuje materiál z dříve vydaných alb. Album vyšlo v dubnu 1999.

## Seznam skladeb
Všechny skladby napsal Frank Zappa, pokud není uvedeno jinak.
1. "WPLJ" (Dobard/McDaniels) – 2:52 (z Burnt Weeny Sandwich)
2. "Twenty Small Cigars" – 2:17 (z Chunga's Revenge)
3. "The Legend of the Golden Arches" – 3:27 (z Uncle Meat)
4. "Ya Hozna" – 6:26 (z Them or Us)
5. "It Just Might be a One-Shot Deal" – 4:16 (z Waka/Jawaka)
6. "Love of My Life (live version)" – 2:15 (z Tinsel Town Rebellion)
7. "Disco Boy (live soundtrack version)" – 3:51 (z Baby Snakes)
8. "Night School" – 4:47 (z Jazz From Hell)
9. "Sinister Footwear 2nd Mvt. (live version)" – 6:26 (z Make A Jazz Noise Here)
10. "The Idiot Bastard Son (live version)" – 2:39 (z You Can't Do That On Stage Anymore Vol. 2)
11. "What's New in Baltimore?" – 5:20 (z Frank Zappa Meets The Mothers Of Prevention)